# Byron (Minnesota)
Pour les articles homonymes, voir Byron.
Byron est une ville américaine située dans le Comté d'Olmsted, dans le Minnesota. Selon le recensement de 2020, sa population est de 6 312 habitants.